# Баузани, Алессандро
Алесса́ндро Бауза́ни (итал. Alessandro Bausani; 29 мая 1921, Рим — 12 марта 1988, Рим) — итальянский востоковед, религиовед и переводчик.
Полиглот, владевший тремя десятками языков. В 1963—1985 гг. преподавал персидскую и индонезийскую литературу в Восточном институте в Неаполе, в последние годы жизни работал в Римском университете Ла Сапиенца.
Опубликовал книги «История литератур Пакистана» (итал. Storia delle letterature del Pakistan; 1958) и «История персидской литературы» (итал. Storia della Letteratura persiana; 1960), «Религиозная Персия: от Заратустры до Бахауллы» (итал. Persia Religiosa, da Zaratustra a Bahá'u'lláh; 1959), «Будда» (1973), «Ислам» (1980), а также очерк истории и типологии искусственных языков (итал. Le lingue inventate; 1974).
Перевёл на итальянский язык Коран (1955), сборник зороастрийских религиозных текстов (1962), поэму Низами «Семь принцесс» (1982), стихи Руми, Омара Хайяма, Мухаммада Икбала.
Баузани был приверженцем бахаизма и завещал личную библиотеку Всемирному центру бахаи.